# ناوكو ساتو
ناوكو ساتو (باليابانية: 佐藤直子؛ بالكانا: さとう なおこ) هي لاعبة كرة مضرب يابانية، ولدت في 2 يناير 1955 في طوكيو في اليابان.

## وصلات خارجية
- ناوكو ساتو على موقع رابطة محترفات التنس (الإنجليزية)
- ناوكو ساتو على موقع الاتحاد الدولي لكرة المضرب (الإنجليزية)
- ناوكو ساتو على موقع كأس بيلي جين كينغ (الإنجليزية)
- ناوكو ساتو على موقع خلاصة التنس.كوم (الإنجليزية)